# بادرة
في الطب، البادرة هي العرض (أو مجموعة الأعراض) الأولى التي قد تشير إلى بدء الإصابة بـ مرض ما قبل ظهور الأعراض الخاصة بهذا المرض. وهي مشتقة من الكلمة اليونانية prodromos أو precursor. وقد تكون البوادر أعراض غير محددة أو، في حالات قليلة، قد تكون مؤشرًا واضحًا على مرض معين مثل بوادر أورة الصداع النصفي.
على سبيل المثال، تحدث الحمى والتوعك والصداع وفقدان الشهية غالبًا كبوادر للعديد من الأمراض المعدية. فقد تكون البادرة نذيرًا ببداية اعتلال عصبي مزمن مثل الصداع النصفي أو الصرع، حيث تضم أعراض البوادر الشمق أو العتمة أو التوهان أو الحبسة أو التحسس للضوء.
على سبيل المثال، تحدث الحمى والتوعك والصداع وفقدان الشهية غالبًا كبوادر للعديد من الأمراض المعدية. فقد تكون البادرة نذيرًا ببداية اعتلال عصبي مزمن مثل الصداع النصفي أو الصرع، حيث تضم أعراض البوادر الشمق أو العتمة أو التوهان أو الحبسة أو التحسس للضوء.
تشير البادرة أيضًا إلى الدورة في الحيوية من التنسخ الفيروسي.
بوادر الولادة، يطلق عليها خطأً «ولادة كاذبة»، تشير إلى العلامات الأولى قبل بداية الولادة.

## بوادر الفصام
إن بوادر الفصام هي فترة التناقص الوظيفي التي من المفترض أنها ترتبط ببدء الأعراض الذهانية. ولقد أعيد النظر في هذا المفهوم ذلك أن مسارات نشأة الذهان تمت دراساتها منذ منتصف التسعينيات من القرن العشرين. ومن أمثلة الأطر النظرية العالمية التي تهدف إلى البحث في البوادر دراسة طولية للبوادر في أمريكا الشمالية (NAPLS). وتُعنى هذه الدراسة بنمو المخ والهرمونات والوظائف العصبية النفسية التي قد تلعب دورًا في خطر الإصابة بمرض عقلي بين الشباب وكيفية الوقاية من ذلك. ويفضل أحيانًا استخدام مصطلح عرضة للإصابة بمرض عقلي، حيث لا يمكن تأكيد فترة البادرة ما لم تظهر الحالة. (انظر أيضًا الذهان المبكر.)
إن البادرة أو متلازمة خطر الذهان مثلما تُعرف أيضًا، هي متلازمة تستخدم في الدليل التشخيصي والإحصائي للاضطرابات النفسية 5 (2013) في الطب النفسي. وهي تُعرف أيضًا بـ "الأورة التي تسبق فترة انقطاع الذهان بفترة تصل إلى سنتين إلى ثلاث سنوات." ولا يزال المرضى المصابون بتلك الحالة "يتمتعون بـ "البصيرة - كلمة محورية في أدبيات الطب النفسي، بما يشير إلى أن المريض لا زال بإمكانه إدراك رؤية مغايرة للعالم كعرض لـ مرض وليس دليلاً واضحًا." وفي بعض الأحيان يطلق على "متلازمة أعراض الذهان الموهنة." ولقد انتقد رئيس فريق عمل الدليل التشخيصي والإحصائي للاضطرابات النفسية الرابع، آلان فرانسيس، مفهوم متلازمة خطر الذهان على أساس نسبة عدم الدقة العالية وإمكانية وصم الشباب بإطلاق هذا الوصف عليهم وغياب أي علاج فعال وخطر وصف الأدوية المضادة للذهان الخطيرة للأطفال والمراهقين.
ما يقرب من ثلث المرضى المصابين بالبادرة شخصت حالتهم بـ الفصام أو أمراض الذهان الأخرى بعد مرو سنوات قليلة. ففي الدراسة الطولية للبوادر في أمريكا الشمالية وجد الباحثون أن 35 في المائة من «المرضى قد مروا بفترة انقطاع الذهان لمدة سنتين ونصف من دخولهم إلى المستشفى.» ووجد 65 في المائة «أن الأعراض قد انتهت أو هدأت.» وتزيد احتمالية حدوث فترة انقطاع الذهان من الناحية الإحصائية (43% مقابل 35%) إذا كان المريض يتعاطى مواد إدمان معينة.

## طور البادرة في الأمراض والحالات الشائعة
- الحصبة - تتميز بـ الحمى وثر أنفي والتهاب الملتحمة.
- الجدري المائي - قد تسبقه بادرة أو لا تسبقه، ولكن 37% على الأقل من الأطفال غير المحصنين الذين يصابون بالجدري المائي يعانون على الأقل من بادرة حمى متوسطة.
- الصداع النصفي - لا تحدث دائمًا وتختلف من شخص إلى آخر، ولكنها قد تضم تغير الحالة المزاجية أو التهيجية أو الاكتئاب أو النشوة أو الإعياء أو التثاؤب أو النعاس المفرط أو اشتهاء أطعمة معينة (مثل الشوكولاتة) أو تيبس العضلات (لا سيما عضلات الرقبة) وارتفاع درجة حرارة الأذن والإمساك أو الإسهال وزيادة التبول والأعراض الحشوية الأخرى.[6]
- حلأ بسيط - يتميز بوخز (مذل) وحكة وألم.
- التهاب الرتوج - قد تسوء الحالة على مدار اليوم الأول، حيث تبدأ الآلام بسيطة في الجذع و/أو إسهال بسيط، وقد يتحول ببطء إلى قيء وآلام حادة في الجزء الأيسر السفلي من المعدة.